# Werner Irmler
Werner Irmler (* 15. April 1930 in Kühnau) war von 1965 bis 1990 Leiter der Zentralen Auswertungs- und Informationsgruppe (ZAIG) des Ministeriums für Staatssicherheit (MfS).

## Kindheit und Jugend
Irmler wurde 1930 in Kühnau, dem heutigen Chynow (Schlesien) geboren. Sein Vater war Maschinenformer, seine Mutter Hausfrau. Nach Abschluss der Volksschule machte Irmler ab 1944 eine Ausbildung zum Kaufmann. Nach Kriegsende siedelte er in die Sowjetische Besatzungszone um und nahm 1946 eine Lehre zum Forstfacharbeiter auf. Diese schloss er 1948 ab. Im selben Jahr wurde Irmler Mitglied der SED und nahm einen Posten als Hilfsförster an. Zwischen 1950 und 1951 besuchte er die Forst-Fachschule und erlernte den Beruf des Försters. 1951 wurde er Mitarbeiter im Ministerium für Land und Forst Brandenburg, dann Forstinstrukteur in Zehdenick.

## Stasi-Laufbahn
Im Alter von 22 Jahren trat Irmler 1952 in den Dienst des MfS. Dort arbeitete er zunächst im Bereich Volkswirtschaft der Bezirksverwaltung Potsdam. 1953 wurde er zur Untersuchungsabteilung (Hauptabteilung IX) nach Berlin versetzt. Dort arbeitete er als Untersuchungsführer. Von 1955 bis 1956 besuchte er die Bezirksparteischule, ehe er 1957 zum Leiter der Abteilung Information ernannt wurde. 1959 stieg er zum stellvertretenden Leiter der Zentralen Auswertungs- und Informationsgruppe auf. Ab 1960 absolvierte er ein Fernstudium an der Hochschule des Ministeriums für Staatssicherheit, welches er 1965 zusammen mit einem weiteren Hauptmann mit einer Arbeit über Die Analyse des Informationsflusses im einheitlichen System der politisch-operativen Auswertungs- und Informationstätigkeit des MfS als Diplom-Jurist abschloss. Im September 1965 wurde Irmler zum Leiter der Zentralen Auswertungs- und Informationsgruppe ernannt (Nachfolger von Robert Korb). 1970 promovierte er an der Hochschule des Ministeriums für Staatssicherheit zum Dr. jur. mit einer Arbeit über Die Weiterentwicklung und Qualifizierung der prognostischen Tätigkeit als Bestandteil des Systems der Führungs- und Leitungstätigkeit im Ministerium für Staatssicherheit. 1982 wurde ihm der Vaterländische Verdienstorden in Gold verliehen. 1987 erfolgte seine Beförderung zum Generalleutnant. Anlässlich des 40. Jahrestages der DDR (1989) wurde Irmler mit der „vorbeugenden Verhinderung oppositioneller Aktivitäten“ betraut. Im Zuge der Auflösung des MfS wurde Irmler im Dezember 1989 von seiner Funktion entbunden und im Januar 1990 entlassen.

## Leben nach 1990
Seit seiner Entlassung aus dem Dienst des MfS lebt Irmler als Rentner. Im März 2001 unterzeichnete Irmler einen offenen Brief, in dem 23 hochrangige ehemalige MfS-Offiziere in der jungen Welt die „Hexenjagd“ auf ehemalige Mitarbeiter der Staatssicherheit anprangerten. Zusammen mit den Stasi-Obristen Reinhard Grimmer, Willi Opitz und Wolfgang Schwanitz gab er 2002 die zweibändige Rechtfertigungsschrift Die Sicherheit – Zur Abwehrarbeit des MfS heraus, die von Karl Wilhelm Fricke als Teil des Geschichtsrevisionismus von Stasi-Kadern eingeordnet wird.

## Schriften
- Werner Irmler, Gerhard Neiber, Wolfgang Schwanitz, Reinhard Grimmer: Sicherheitspolitik der SED, staatliche Sicherheit der DDR und Abwehrarbeit des MfS. In: Reinhard Grimmer, Werner Irmler, Willi Opitz, Wolfgang Schwanitz (Hrsg.): Die Sicherheit – Zur Abwehrarbeit des MfS. Band 1. edition ost, Berlin 2002, S. 44–238.[8]
- Werner Irmler, Hardi Anders: Hauptaufgaben und Methoden der Abwehr. In:  Reinhard Grimmer, Werner Irmler, Willi Opitz, Wolfgang Schwanitz (Hrsg.): Die Sicherheit – Zur Abwehrarbeit des MfS. Band 1. edition ost, Berlin 2002, S. 239–331.